# كاي رو
رمز كاي رو (☧) هو أحد أقدم الرموز المرتبطة بالمسيحية، ويتكون من دمج الحرفين الأولين من الكلمة الاغريقية ΧΡΙΣΤΟΣ (Christos) «خريستوس» التي تعني «المسيح»، وهما حرفا كاي (Χ) ورو (Ρ)، بحيث يتداخلان معًا لتشكايل هذا الرمز المميز.
اشتهر الإمبراطور الروماني قسطنطين العظيم (حكم من 306 إلى 337 م) باستخدام رمز الكاي رو كرمز عسكري أطلق عليه اسم لبرومة، حيث كان يظهر على الرايات والدروع ليعبر عن الحماية الإلهية والانتصار. قبل المسيحية، كانت هناك رموز مشابهة مثل ستاوروجرام ورمز IX التي استخدمت لأغراض أخرى.
رمز الكاي رو لم يكن دائمًا ذا طابع ديني؛ ففي العصور السابقة للمسيحية، كان يُستخدم للإشارة إلى الملاحظات المهمة أو النصوص القيمة في الهوامش، وكان مشتقًا من الكلمة اليونانية chrēston التي تعني «جيد». حتى أن بعض العملات التي أصدرها الملك بطليموس الثالث (246–222 ق.م) كانت تحمل هذا الرمز.